# Rosa Neuenschwander
Pour les articles homonymes, voir Neuenschwander.
Rosa Neuenschwander, née le 3 avril 1883 à Brienz et morte le 20 décembre 1962 à Berne, est une libraire et une féministe suisse, pionnière dans l'enseignement professionnel et l'accompagnement (counseling).

## Biographie
Elle devient la première conseillère d'orientation professionnelle à Berne. Elle contribue à la mise en place de plusieurs projets à caractère social au bénéfice des femmes et des jeunes.
Elle met sur pied la première exposition sur le travail féminin à Berne en 1923, et se sert de cette expérience pour l'exposition suisse du travail féminin en 1928 appelée SAFFA,.
Elle fonde la Schweizerische Frauengewerbeverband et la Schweizerische Landfrauenverband appelée aussi SLFV (Association nationale suisse pour le suffrage féminin).

## Travaux
- Littérature de et sur Rosa Neuenschwander dans le catalogue de la Bibliothèque nationale allemande.